# Коламбус блу џакетси
Коламбус блу џакетси (енгл. Columbus Blue Jackets) су амерички хокејашки клуб из Коламбуса. Клуб утакмице као домаћин игра у Нејшонвајд арени капацитета 18.138 места. Такмиче се у Националној хокејашкој лиги (НХЛ).
Клуб се такмичи у Метрополитен дивизији Источне конференције. Боје клуба су плава, златна, сива и наранџаста.

## Историја
Клуб је основан 2000. године. Блу џакетси нису освојили ниједан Стенли куп нити су имали запаженијих успеха.